# Battle for the Planet of the Apes
Battle for the Planet of the Apes (no Brasil, A Batalha do Planeta dos Macacos; em Portugal e nos PALOP, Batalha pelo Planeta dos Macacos) é o quinto e último filme da série Planeta dos Macacos, lançado em 1973 e dirigido por J. Lee Thompson.
O filme Dawn of the Planet of the Apes, sequência do reboot da série, iniciada em 2011 tem uma premissa similar, mas não se trata de um remake oficial.

## Elenco principal
- Roddy McDowall…César
- Claude Akins…Aldo
- Natalie Trundy…Lisa
- Serven Darden…Kolp
- Austin Stoker…MacDonald
- John Huston…Líder dos macacos e narrador da história
- Len Ayres…Mandemus
- Paul Williams…Virgil

## Sinopse
12 anos após o início do reinado de César (McDowall), foi constituída uma sociedade rural pacífica de macacos, em que a mais valiosa lei é "macaco jamais matará macaco". Eles vivem em paz com alguns humanos sobreviventes da Guerra Nuclear que devastou a sua sociedade. Porém, Aldo (Akins), um gorila beligerante, acha que os macacos devem ter armas e matarem humanos. E conspira com os outros da espécie para que César não continue no poder.
César acredita na coexistência futura entre as espécies. Ao ouvir por MacDonald (Stoker), um amigo humano, que existem arquivos com fitas de seus pais, Cornelius e Zira, e que eles teriam falado sobre o futuro, organiza uma expedição ao lugar. É acompanhado por MacDonald e o sábio orangotango Virgil (Williams). Os tapes estão em subterrâneos de uma grande cidade devastada por uma bomba nuclear, que eles pensam estar desabitada. Chegando lá, os humanos mutantes sobreviventes do bombardeio percebem sua presença. E o desequilibrado líder, Kolp (Darden), começa a planejar um ataque aos macacos, por lembrar da rebelião de César e crer que são seres inferiores.

## Precedentes
O filme foi precedido por quatro outros filmes: O Planeta dos Macacos, De Volta ao Planeta dos Macacos (br) / O Segredo do Planeta dos Macacos (pt), Fuga do Planeta dos Macacos e A Conquista do Planeta dos Macacos.